# Histoire de la poudre à canon

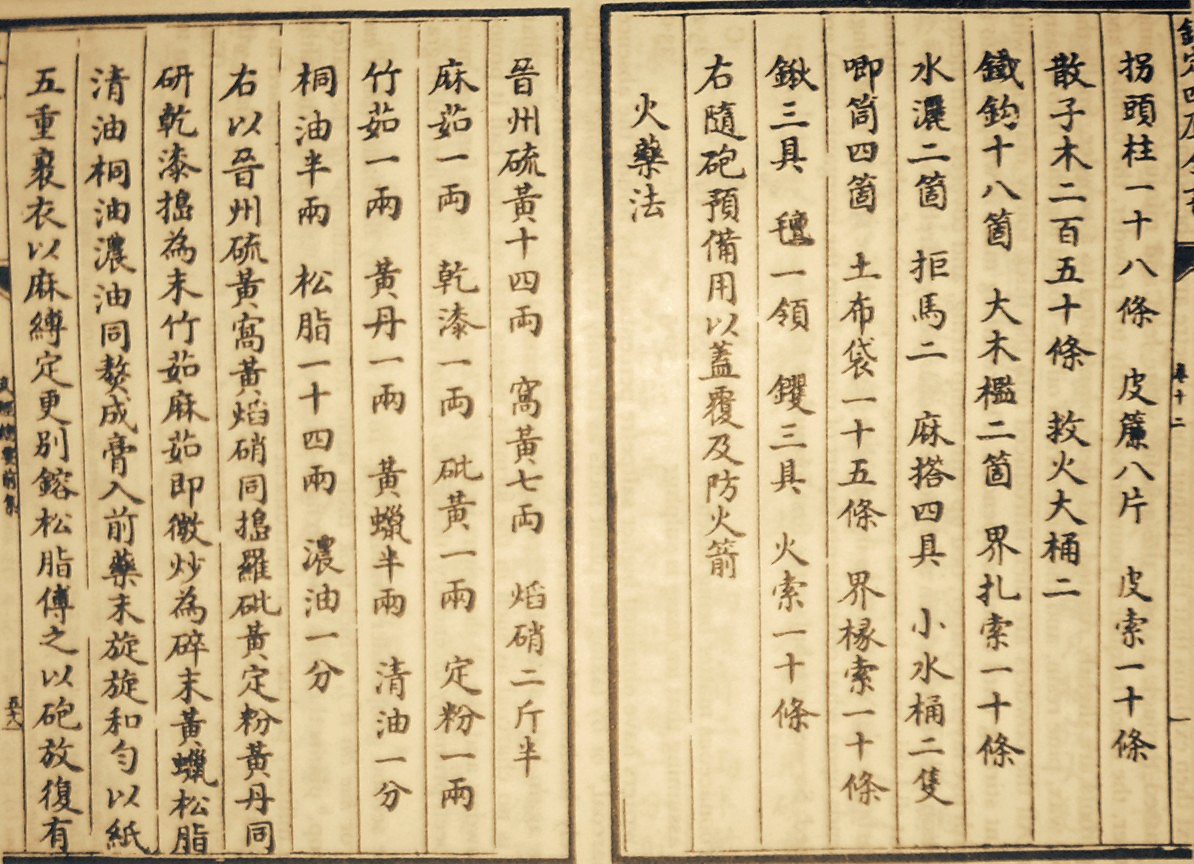
Plus ancienne formule écrite de poudre à canon connue, extraite du traité chinois Wujing Zongyao datant de 1044.

La poudre à canon est le premier explosif chimique découvert, et le seul connu jusqu'à l'invention de la nitrocellulose, de la nitroglycérine et du TNT au XIXe siècle. Cependant, avant l'invention de la poudre à canon, de nombreuses munitions incendiaires ont été utilisées, dont le feu grégeois.

## De la Chine au monde musulman
Certaines sources historiques situent l'invention de la poudre noire durant la dynastie Han (chinois traditionnel : 漢朝, chinois simplifié : 汉朝, hanyu pinyin : hàncháo, chinois archaïque : ŋ̥ānh ḍhaw) qui régna sur la Chine de 206 av. J.-C. à 220 ap. J.-C. Des traces écrites tentent de prouver en effet qu'un alchimiste nommé Wei Boyang de la cour de la dynastie Han aurait expliqué le mélange et ses propriétés. Les composants qui servent à la fabriquer (le soufre et le salpêtre) étaient utilisés comme remèdes sous cette dynastie. La poudre elle-même était considérée comme un traitement efficace de la gale, des rhumatismes et des maladies infectieuses et parasitaires. Cependant très peu d'historiens lui créditent cette invention pour le moment.
Pour le sinologue Joseph Needham, « La première composition d'un mélange explosif est née au cours d'une exploration systématique des propriétés chimiques et pharmaceutiques d'une grande variété de substances, recherche inspirée par l'espoir d'atteindre la longévité ou l'immortalité matérielle ». La poudre à canon est inventée en Chine vers le VIIe siècle, durant la Dynastie Tang (618-907). Le médecin alchimiste du début de la dynastie Tang, Sun Simiao (581-682, 孫思邈 sūn sīmiǎo) décrit déjà dans danjing nei fu liuhang fa (《丹經內伏硫磺法》pinyin : dānjīng nèi fú liúhuáng fǎ) comment il a obtenu un mélange explosif en cherchant à confectionner l'élixir d'immortalité. Il explique que si l'on mélange du soufre et du charbon de bois au salpêtre, on peut obtenir une combustion violente en y mettant le feu. Il recommande vivement « de ne pas mélanger ces substances, surtout avec une addition d'arsenic parce que tous ceux qui le firent virent le mélange exploser, leurs barbes noircir et le feu détruire la maison où ils travaillaient »
Au milieu de la dynastie Xixian, dans le Zhen yuan miao dao yaolu (《真元妙道要路》pinyin:zhēn yuán miào dào yàolù signifiant : Route importante, voie vers les merveilleuses principales vérités), 1044, il est conseillé d'éviter ce type de mélange qui risque d'exploser. D'autres citent le Wujing Zongyao (武經總要 pinyin: wǔjīngzǒngyào, Wade-Gille :Wu ching tzung yao) qui daterait également des alentours de 1044. Cet ouvrage dont le titre peut se traduire par Principes généraux du Classique de la guerre donne une méthode de fabrication de grenades à poudre noire, dont l'effet principal semble encore être le bruit. Il semble qu'aux alentours de 1130, des tubes de bambou remplis de poudre noire servirent de lance-flammes. Des flèches enfoncées dans un tel dispositif auraient constitué l'étape suivante vers les armes à feu.
Les techniques de fabrication de la poudre auraient été transmises au monde arabo-perse entre le VIIIe siècle et le IXe siècle, car des échanges de techniques d'alchimie existaient déjà entre le monde musulman et le monde chinois. Cependant son usage « connu » semble plutôt dater du XIIIe siècle, avec des mentions écrites de composition à base de salpêtre, lors des guerres entre la dynastie Yuan et les pays musulmans d'Asie centrale.
Il semble que cette région du monde ait surtout développé les grenades métalliques, et le feu d'artifice (avec adjonction de nombreux adjuvants pour colorer les flammes). L'usage de cendres pour purifier le salpêtre, développé dans la péninsule arabique, permit de multiplier considérablement la puissance des poudres.
Au XIIIe siècle, apparurent les grenades à corps de fonte. Au milieu du XIVe siècle, les Chinois fabriquent de véritables bouches à feu en bronze (dont on a conservé plusieurs exemplaires) analogues aux canons européens. Des fusées semblent avoir été développées dès la fin du XIVe, début du XVe siècle. [réf. nécessaire] De telles fusées ne semblent avoir été « sérieusement » utilisées en Europe qu'à partir du XVIIIe, XIXe siècle,[réf. nécessaire] entre autres par les Anglais durant les guerres napoléoniennes (« fusées de Congreve »).
Gustave Le Bon estime en 1884 dans son ouvrage La Civilisation des Arabes que Roger Bacon comme Albert le Grand, qui mentionnent la recette de la poudre noire, s'inspirent de celle donnée par Marcus Grœcus dans son manuscrit Liber ignium ad comburandos hostes (1230), mais que le but en reste incendiaire. Il cite également Ibn Khaldoun dans son Histoire des Berbères :
« Abou-Youzef, sultan du Maroc, mit le siège devant Sidjilmesa, en l'an de l'hégire 672 (1273). Il dressa contre elle les instruments de siège, tels que des medjanik (mangonneaux), des arrada et des hendam à naphte, qui jettent du gravier de fer, lequel est lancé de la chambre du hendam, en avant du feu allumé dans du baroud, par un effet étonnant, et dont les résultats doivent être rapportés à la puissance du créateur. Un certain jour, une portion de la muraille de la ville tomba par le coup d'une pierre lancée par un medjanik et l'on donna l'assaut. »

## Utilisation en Occident
On a longtemps dit que la poudre noire était arrivée en Europe au milieu du XIIIe siècle par l'intermédiaire de la civilisation islamique (et parfois, au mépris des attestations historiques, que Marco Polo l'avait rapportée de son voyage en Extrême-Orient[réf. nécessaire]) ; en fait, il semble que les Mongols aient joué un rôle déterminant, puisque leur empire allait de la Chine à la Hongrie et touchait aussi les mondes musulmans et byzantins. Comme ils employaient cette arme d'origine chinoise, ils la firent connaître sur toutes leurs frontières pratiquement en même temps.
La recette de la poudre à canon est clairement donnée dans un manuscrit du XIIIe siècle, le Liber ignium (attribué à Marcus Graecus), d'abord trouvé à la bibliothèque nationale de France (BN 7156). Le manuscrit latin, de recettes pyrotechniques, produit probablement à partir de sources arabes, donne aussi la recette du feu grégeois, de la préparation du salpêtre, la description du pétard et de la fusée.
Le frère Roger Bacon, moine franciscain d'Ilchester dans le Somerset, la décrit au milieu du XIIIe siècle. L'ouvrage De Secretis Operibus Artis et Naturæ et de Nullitate magiæ du frère Bacon exprime en 1257 la formule sous forme d'anagrammes, probablement pour s'épargner une enquête de l'Inquisition. Albert le Grand, plus connu sous le nom de Saint Albert, en revendique la paternité dans De mirabilibus mondi (Les merveilles du monde). La légende populaire l'attribuera pour sa part au moine Berthold Schwartz dont le nom montre clairement le côté symbolique (schwarz signifie noir en allemand).

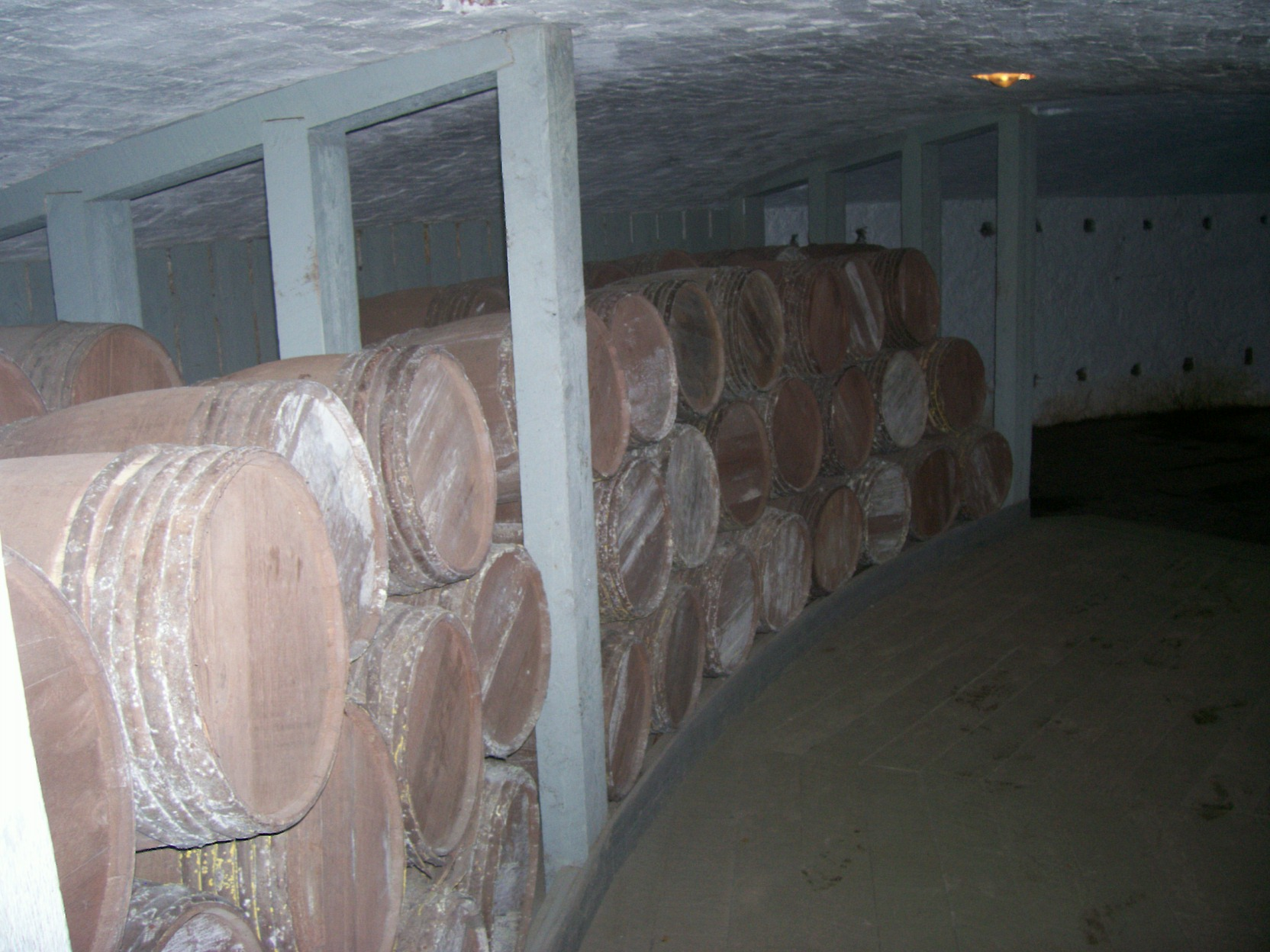
Barrils de poudre entreposés dans la tour Martello de Pleasant Park, à Halifax (Canada).

Les premières armes à feu utilisables apparaissent environ cinquante ans plus tard. La première certitude de leur existence se trouve dans un manuscrit anglais de 1326 intitulé De Notabilitatibus, Sapientia, et Prudentia Regum, rédigé par Walter de Milemete, chapelain du roi Édouard II d'Angleterre, à l'intention et pour l'éducation du futur roi Édouard III.
En France, c'est dans un conte de Barthélemy du Drac, trésorier des guerres de Philippe de Valois, que l'on relève, en date de 1338, la première trace de l'usage de la poudre à canon au siège de Puy-Guillaume : « À Henri de Faumechont, pour avoir poudres et autres choses nécessaires aux canons qui étoient devant Puy-Guillaume ».
Pedro Navarro innove dans l'art de la sape en employant la poudre noire. Le col de Larche est franchi à coup d'explosif par l'armée de François Ier en 1515.
En 1829, Samuel Colt fut le premier à faire détoner une charge de poudre sous l'action d'un courant électrique.

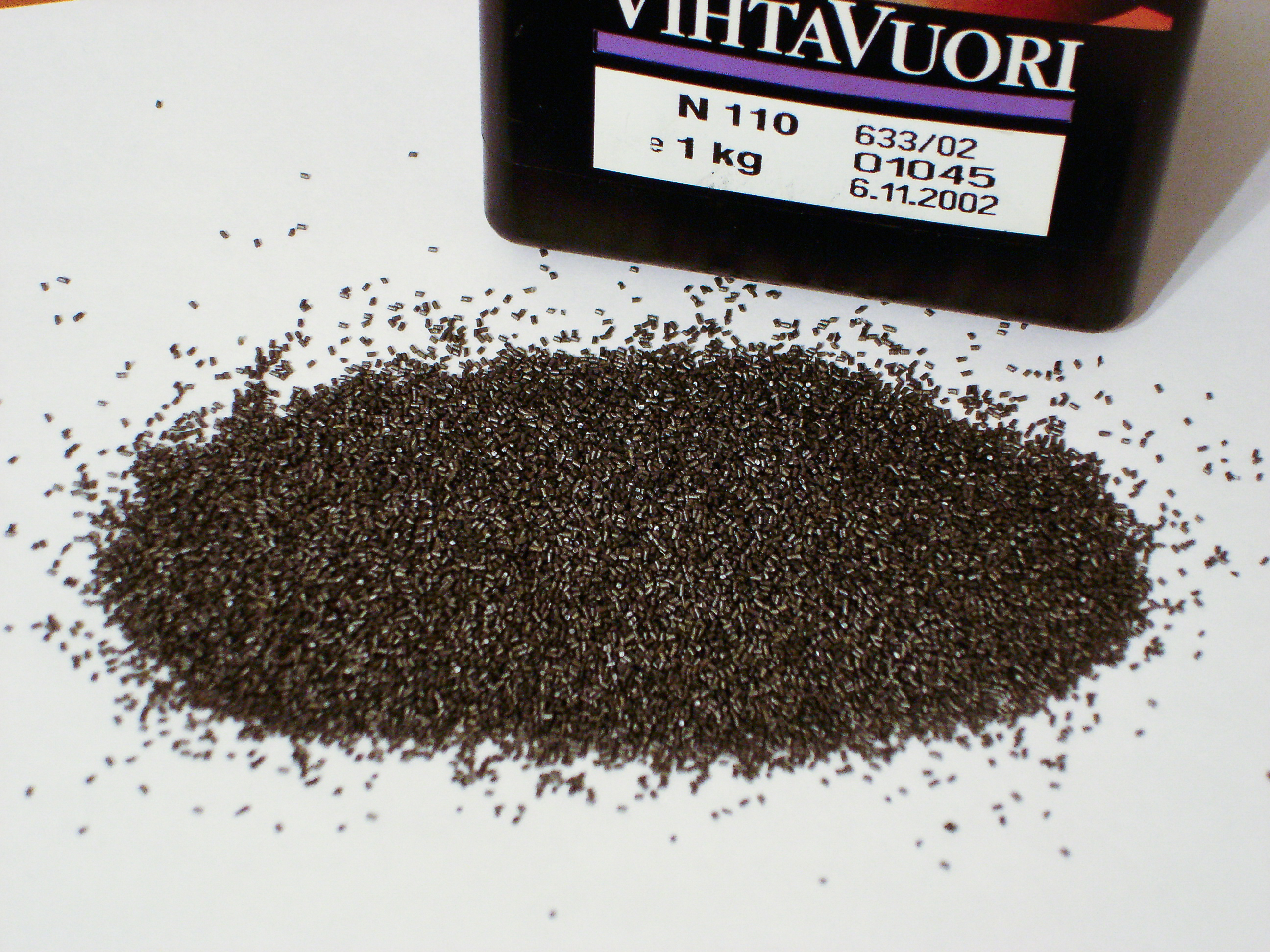
Poudre sans fumée

En 1886 est inventée la poudre pyroxylée, dite poudre sans fumée, qui comme son nom l'indique ne dégage aucune fumée et peu de résidus lors de sa combustion. Cette poudre est aujourd'hui utilisée dans toutes les armes contemporaines, car la quasi-absence de résidus n'encrasse pas les armes contrairement à la poudre noire.